# Фёдор Андреевич (князь звенигородский)

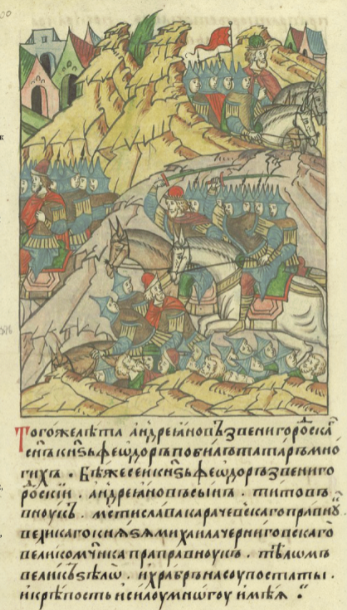
Фёдор Андреевич Звенигородский в битве с татарами

Фёдор Андреевич — князь звенигородский, сын Андрея Мстиславича козельского (уб. 1339) (и, возможно, дочери Гедимина литовского) или Андрея Семёновича новосильского.
Упоминается в 1377 году в качестве литовского вассала в связи с удачным походом на татар.
В Елецком и Северском синодиках Фёдор, погибший на Куликовом поле и считающийся тарусским князем, значится сыном Андрея Звенигородского.

## Семья
Жена: Софья
Сын:
- Александр Фёдорович (князь звенигородский) — выехал из Литвы на московскую службу в 1408 году. Зотов Р. В. обращает внимание, что его не следует путать с Александром Патрикеевичем.